# 골트슈미트 분류
지구화학에서 골트슈미트 분류는 화학 원소를 분류하는 방법 중 하나로, 각 원소가 지구에서 어떻게 분포하는지에 따라 분류하는 것이다. 빅토르 골트슈미트가 고안하였다.

## 친석원소
친석원소(親石元素, lithophile elements) 또는 친암원소(親巖元素)는 산소와 결합하여 암석이 되기 쉽고 따라서 잘 가라앉지 않고 암석권에 남는 원소를 말한다.

## 친철원소
친철원소(親鐵元素, siderophile elements)는 철에 섞여서 지구핵으로 잘 가라앉는 원소를 말한다. 철, 루테늄, 로듐, 팔라듐, 레늄, 오스뮴, 이리듐, 백금, 금, 니켈, 코발트 등을 포함한다.

## 친동 원소
친동 원소(親銅元素, chalcophile elements) 또는 친구리 원소는 황 같은 비산소 칼코젠과 잘 화합하는 원소를 말한다. 칼코젠(chalcogen)의 어원이 동이라는 뜻의 칼코스(χαλκός)이기 때문에 ‘친동’이라는 번역어가 붙었다.
친석원소보다 무겁기 때문에 지표면에 있지 않고 가라앉지만, 핵까지 가라앉지는 않는다.

## 친대기 원소
친대기 원소(親大氣元素, atmophile elements) 또는 친기 원소(親氣元素)는 주로 지구 대기권에 존재하는 원소를 말한다.

## 같이 보기
- (헝가리어) 사데츠키커르도시 분류